# Air France-KLM
Ne doit pas être confondu avec Air France ou KLM Royal Dutch Airlines.
Le Groupe Air France-KLM est une société holding française, basée à Paris. Ses trois marques principales sont Air France, KLM et Transavia.
Les activités principales du groupe sont :
- le transport aérien de passagers (Air France, KLM, Transavia, Cityhopper et Air France Hop (anciennement Régional, Brit Air et Airlinair) ;
- le transport aérien de fret (Air France-KLM Cargo) ;
- la maintenance et l'entretien aéronautique (Air France Industries KLM Engineering & Maintenance) ;
- les services (Air France Consulting).

Le groupe Air France-KLM est la quatrième compagnie aérienne d'Europe par nombre de passagers transportés[Quand ?], la première européenne sur les destinations long-courriers (deuxième par le chiffre d'affaires derrière Lufthansa), le premier groupe mondial pour l'activité cargo (hors intégrateurs) et un des premiers fournisseurs mondiaux de services de maintenance, avec sa filiale Air France Industries-KLM engineering. Cependant Air France-KLM ne se classe pas dans le top 10 des plus grosses compagnies aériennes mondiales par nombre de passagers transportés. En 2019, elle se trouve loin derrière des compagnies comme American Airlines, Ryanair, Lufthansa ou Air China[réf. nécessaire].
En 2022, le groupe Air France-KLM emploie plus de 74 600 salariés dans le monde et dispose de 545 avions en exploitation.
Le transport de passagers représente le 1er métier du groupe avec environ 80 % du chiffre d'affaires, il transporte 101,447 millions de passagers en 2018, vers 312 destinations dans 116 pays à travers le monde.
Le groupe fait partie du programme de fidélité Flying Blue et est l'un des membres fondateurs de l'alliance SkyTeam.
Depuis mai 2025, la présidente non exécutive est Florence Parly et depuis septembre 2018, Benjamin Smith en est le directeur général.

## Stratégie
Air France-KLM a pour principaux atouts :
- des plateformes de correspondance (hubs) puissantes (Aéroport de Paris-Charles-de-Gaulle et Amsterdam-Schiphol) reliant le réseau moyen-courrier au réseau long-courrier ;
- un réseau équilibré offrant une « couverture » naturelle de ses risques économiques et géopolitiques (si une zone est en difficulté, une autre est susceptible de maintenir l'activité) ;
- une alliance mondiale (SkyTeam), très intégrée et en développement ;
- une politique stricte de contrôle des coûts.

La priorité du groupe Air France-KLM est la mise en œuvre des synergies existantes entre Air France et KLM.
Un accord de partenariat stratégique signé en mai 2022 avec CMA-CGM (qui a créé en 2021 une division destinée au fret aérien : CMA CGM Air Cargo), a été dénoncé par les deux groupes en janvier 2024,. L'entrée de CMA CGM au capital du groupe prévue dans le cadre de ce partenariat et réalisée dans l'intervalle n'a pas été remise en cause par cette annonce.

## Histoire
Le 10 février 1999, la compagnie Air France fait l'objet d'une privatisation partielle et prend la dénomination de Société Air France. Le 22 février 2002, Air France est introduit en bourse au prix de 14 €.

### Fusion Air France-KLM
Le 5 avril 2004, Air France lance une offre publique d'échange sur les actions de KLM, ce qui aboutit à la fusion des deux sociétés le 19 avril 2004. Cette naissance du groupe Air France-KLM est suivie de la privatisation d'Air France le 6 mai 2004. Le groupe devient à cette époque la première compagnie mondiale quant au chiffre d'affaires, la troisième pour le nombre de passagers transportés (66 millions pour 550 avions exploités en 2003). Le groupe qu’Air France forme désormais avec KLM fait d’elle une société privatisée même si l'État français détient encore des parts importantes au sein du capital.
Fin novembre 2004, Jean-Cyril Spinetta, PDG du groupe, et Leo Van Wijk, vice-président du groupe et PDG de KLM, ont présenté des bénéfices semestriels (de mai à septembre, la fusion n'ayant été concrétisée qu'à partir de cette date) de 296 millions d’euros soit une hausse de 56,6 % par rapport au précédent exercice. Les programmes de fidélisation d’Air France (Fréquence Plus) et de KLM (Flying Dutchman) furent fusionnés en un programme unique, baptisé Flying Blue à compter du 6 juin 2005.
En février 2007, création de Transavia France. En juin, l'action atteint son plus haut historique à 37,90 euros.
Le 24 décembre 2007, Air France-KLM annonce le rachat de la totalité du capital de la compagnie aérienne belge VLM Airlines, qui viendra compléter l'offre de CityJet.

### Acquisition d'Alitalia
Alitalia et Air France sont déjà liées par un accord commercial depuis 2001 ; accord renforcé par un échange d’actions en 2003 portant sur 2 % du capital et la présence des deux présidents dans les conseils d’administration respectifs. Mais la fusion fut reportée tandis que celle avec KLM se réalisa en septembre 2004.
Pour les liaisons entre l'Italie et la France, les compagnies opèrent en coentreprise. Il y a actuellement 582 vols hebdomadaires dont 30,6 % seulement sont assurés par Alitalia, ce qui fait réagir Giancarlo Cimoli lequel a récemment souhaité que ce partage soit mieux équilibré. En novembre 2005, Air France-KLM a annoncé qu'elle souscrivait à l'augmentation de capital d'Alitalia pour décembre 2005 de façon à posséder toujours 2 % du capital à l'issue de la transaction.
Le 28 décembre 2007, le gouvernement italien accepte qu'Alitalia mène des négociations exclusives avec Air France-KLM en vue de la reprise des 49,9 % que détient l'État italien dans le capital de la compagnie aérienne nationale italienne. Ces négociations ont eu lieu sur la base des propositions faites par Air France-KLM, lesquelles avaient déjà eu la préférence du conseil d'administration d'Alitalia et des syndicats.
Le 12 janvier 2009, à la veille du lancement de la nouvelle Alitalia, Air France-KLM prend finalement, pour 323 millions d'euros, soit 25 % du capital de la nouvelle compagnie fusionnée avec Air One, et en devient le premier actionnaire avec trois représentants au conseil d'administration de la compagnie aérienne italienne sur 19. La compagnie franco-néerlandaise obtient deux membres au Comité exécutif du Conseil d'administration sur neuf.
Le partenariat entre Alitalia et Air France-KLM renforce, avec l'apport de Rome Fiumicino et de Milan Malpensa, une stratégie multi-hub articulée jusqu'à ce jour autour de Paris-Charles-de-Gaulle et d'Amsterdam-Schiphol.
Toutefois, en 2014, Alitalia est acquise à hauteur de 49 % par la compagnie aérienne nationale des Émirats arabes unis, Etihad Airways.
En décembre 2016, Air France-KLM annonce sa séparation avec le groupe Alitalia. Cette séparation est la conséquence logique du rachat d'Alitalia par Etihad. À l’origine, le mariage d’Alitalia avec Air France-KLM avait pour but d'alimenter les hubs des trois compagnies : Roissy-Charles de Gaulle, Amsterdam et Rome. Une stratégie qui n'a plus de raison d’être depuis qu’Etihad a pris les commandes de la compagnie italienne. L’objectif de la compagnie du Golfe est désormais d'utiliser sa filiale italienne pour gonfler le trafic passagers de son aéroport amiral d'Abou Dhabi.

### Crise économique, restructuration et montée en gamme
La compagnie aérienne est confrontée à la concurrence internationale, notamment à la révolution du low-cost. Elle est considérée comme l'une des compagnies au monde « où les conditions de travail sont les plus généreuses, en horaires et en rémunérations ». L'État français, actionnaire principal du groupe Air-France KLM, nomme directement les PDG. Présenté par Jean-Marc Sylvestre, comme « ingouvernable à cause de ses féodalités sociales », le groupe est confronté à une question de gouvernance.

#### Pierre-Henri Gourgeon
Le 30 octobre 2009, Air France, dirigé par Pierre-Henri Gourgeon depuis 2007, reçoit son premier Airbus A380 et le 20 novembre, la compagnie effectue le vol inaugural de l'A380 entre Paris et New York avec 538 passagers à bord.
Air France-KLM subit la crise économique mondiale des années 2008 et suivantes comme toutes les grandes compagnies aériennes nationales historiques qui enregistrent régulièrement depuis des pertes opérationnelles, à la différence des compagnies à bas prix. Le groupe fait l'objet depuis de plans de départs volontaires et de restructurations. De plus, il est concurrencé sur le court-courrier par le TGV, sur le moyen-courrier par les compagnies à bas prix et sur le long-courrier par les compagnies aériennes porte-drapeau (Qatar Airways, Emirates, Malaysia Airlines, China Southern Airlines).
En novembre 2010, la Commission européenne inflige une amende de 310 millions d'euros à Air France-KLM pour avoir participé à un « cartel de compagnies aériennes qui s'étaient entendues sur leurs tarifs de fret ».

#### Jean-Cyril Spinetta
Le 17 octobre 2011, un conseil d'administration exceptionnel nomme Jean-Cyril Spinetta président-directeur général d'Air France-KLM, Pierre-Henri Gourgeon ayant présenté sa démission.
Le 28 janvier 2013, les filiales BritAir, Régional et Airlinair sont regroupées sous le nom de Hop!.

#### Alexandre de Juniac
Le 1er juillet 2013, Alexandre de Juniac est nommé, en remplacement de Jean-Cyril Spinetta, président-directeur général d'Air France-KLM.
Face à la crise, Air France-KLM s’est engagé dans « Transform 2015 », un plan de restructuration de l'entreprise qui a pour objectifs d'améliorer le produit (notamment par une remontée en gamme sur les vols long-courriers : sièges avec plus d'espace, nouveaux écrans tactiles) et le service au client au meilleur niveau mondial, de retrouver la compétitivité, et de retourner à l’équilibre du groupe dont la dette nette est de 6,5 milliards d'euros en 2012. Le 15 septembre 2014 les pilotes d'Air France se mettent en grève pour protester contre la création de Transavia Europe. La compagnie Air France annonce qu'à la suite de la grève de ses pilotes, elle reculera la livraison de ses futurs B777 pendant au moins deux ans.
Le 4 mai 2015, Alexandre de Juniac présente devant le comité central d'entreprise la déclinaison par activité du plan Perform 2020. Le groupe souhaite être le premier réseau long-courrier au départ d'Europe, appuyé sur le hub de Paris-CDG, avoir une activité cargo dans le « top 5 mondial », contribuant aux résultats de l'activité long-courrier, avoir un réseau point-à-point français très dense sous la marque HOP! Air France, faire de Transavia une compagnie « low-cost » de référence au départ de la France et être un acteur mondial de la maintenance et du catering, tout en poursuivant ses efforts de réduction des coûts unitaires. Comme défini dans le cadre de Perform 2020, l'objectif est une baisse annuelle des coûts unitaires de 1,5 % par an (-3 % en coûts pilotables), soit 650 millions d'euros sur la période 2015-2017. Pour atteindre cet objectif en prenant en compte l'inflation, le groupe doit réaliser 1 130 millions d'euros d'économies de coûts sur cette période, indique-t-il également.
En juillet 2015, Air France annonce l'officialisation de son regroupement pour 2017 des marques Brit Air, Régional et Airlinair sous la marque Hop !, après avoir déjà regroupé juridiquement ses structures sous la société éponyme, permettant de réduire ses coûts et ses pertes via une suppression de 245 postes.
Le 1er octobre 2015, le conseil d’administration d’Air France-KLM valide la mise en œuvre d’un nouveau plan de restructuration. Un plan qui débouchera, selon De Juniac, sur « un important plan de réduction d’emplois ». Il confirme que les départs volontaires seront privilégiés, mais que la compagnie devra également « recourir à des départs non volontaires ». La compagnie annonce ainsi un plan de suppression de 2 900 postes et une réduction de la flotte de 17 long-courriers et de 22 lignes, pour 2017. À la suite de ces annonces le comité central d'entreprise d'Air France subit des violences de la part de manifestants,. Le 15 octobre 2015, le conseil d'administration réaffirme son soutien à la stratégie du PDG d'Air France et de son équipe dirigeante.
En février 2016, le groupe annonce avoir renoué avec les bénéfices pour la première fois depuis 2007 avec un résultat d'exploitation sur l'année 2015 de 816 millions d'euros.
Le 9 février 2016, la compagnie aérienne reçoit à Paris le premier prix du Podium de la Relation Client dans le secteur Transport, lors de la 12e édition du Podium de la Relation Client BearinPoint - TNS Sofres. Alexandre de Juniac dédie cette récompense aux salariés d'Air France, en remerciement de leurs efforts.
Le but affiché de la compagnie est alors de continuer sa stratégie de montée en gamme en investissant. En mars 2016, le groupe annonce ainsi avoir investi 500 millions d'euros dans de nouvelles cabines de voyages.
Le 31 mars 2016, à l'occasion de l'inauguration de la première base européenne de Transavia à Munich, Air France-KLM réaffirme son intention d'atteindre 100 appareils et plus de 20 millions de passagers à l'horizon 2019 sous la marque low cost, faisant de Transavia l'une des 5 premières marques low cost européennes.
Début avril 2016, Alexandre De Juniac annonce son départ du groupe. Cette annonce provoque une chute de 5 % du cours. Son remplacement par Jean-Marc Janaillac est annoncé 1er mai à la suite d'une décision prise en Conseil d'administration exceptionnel. Le nouveau PDG doit entrer en fonction au plus tard le 31 juillet 2016.

#### Jean-Marc Janaillac
Le 6 juillet 2016, Jean-Marc Janaillac prend la tête du groupe en remplacement d'Alexandre de Juniac.
Le 20 juillet 2017, Air France annonce que cette nouvelle compagnie est baptisée Joon et débutera son activité à compter du 29 octobre 2017. Le nom Joon a été choisi pour remplacer le nom initial du projet « Boost ».
En juillet 2017, Air-France - KLM a annoncé ouvrir son capital à deux sociétés étrangères, en l'occurrence une compagnie américaine, Delta Air Lines, et chinoise, China Eastern. Cet accord prévoit que les deux sociétés vont prendre chacune 10 % du capital d'Air-France - KLM via une augmentation de capital. La part de l'État Français passe de 17 % à 14 %. En contrepartie, Air-France - KLM prend une participation de 40 % dans Virgin Atlantic (avec Delta Air Lines à hauteur de 40 %, le groupe Virgin ne conserve que 20 %). Le but de cette manœuvre est également d'ouvrir le groupe vers les marchés asiatiques avec une clientèle d’affaires réputée très rémunératrice.
En mai 2018, à la suite d'un vote perdu organisé par la direction d'Air France pour les salariés, il dépose sa démission. Cette démission entraine une forte baisse de l'action Air France - KLM le lundi 7 mai (jusqu'à 14 % au plus fort de la séance).

#### Anne-Marie Couderc
Le 15 mai 2018, Anne-Marie Couderc devient présidente non exécutive.

#### Benjamin Smith
Le 16 août 2018, Benjamin Smith devient directeur général du groupe. La nomination de Benjamin Smith, numéro deux d'Air Canada, au poste de directeur général du groupe, provoque la colère de l'intersyndicale qui joue la carte du patriotisme, dénonçant l'arrivée d'un patron étranger à la tête de l'entreprise.
Le 10 janvier 2019, Air France annonce l'arrêt de la filiale Joon. Le personnel et les avions seront intégrés à Air France.
Le 1er février 2019, la compagnie régionale Hop ! est renommée Air France Hop.
En février 2019, l'État néerlandais entre dans le capital d'Air France-KLM à hauteur de 14 % afin de porter sa part au niveau de celle de la France. Le ministre des Finances néerlandais Wopke Hoekstra explique vouloir « influencer directement le développement futur d'Air France-KLM afin d'assurer de la meilleure façon possible l'intérêt public néerlandais ». Cette acquisition suscite la stupéfaction du gouvernement français qui n'a pas été informé de cette décision et de sa mise en œuvre. Le ministre de l'Économie et des Finances Bruno Le Maire critique une « décision incompréhensible et inattendue ».
Le 13 mai 2019, Benjamin Smith annonce un plan de départs volontaires (PDV) lors d'un comité social et économique central et extraordinaire. 465 postes sur les 3 200 du réseau intérieur sont ciblés, parmi lesquels les personnels d'escale de Paris et de province, particulièrement au sud et à l'est de la France.
Début novembre 2019, Benjamin Smith annonce qu'Air France-KLM « vise une priorité à la rentabilité dans les cinq ans ». L'objectif de Benjamin Smith est d'améliorer de plus de moitié la rentabilité de son groupe en réduisant les coûts opérationnels et en gagnant en efficacité. « Depuis fin 2018, nous avons mis en œuvre les fondamentaux de notre stratégie : simplifier notre flotte, clarifier notre positionnement tant sur nos segments de marché que dans notre portefeuille de marques, gagner une flexibilité importante en matière commerciale et opérationnelle grâce à de nouveaux accords sociaux ».

#### Crise sanitaire de la covid-19
En pleine crise liée à la pandémie de la covid-19, la direction d'Air France-KLM annonce en mars 2020 qu'elle dispose de 5,5 milliards d'euros de liquidités grâce à l'ouverture d'une ligne de crédit renouvelable. Ces liquidités doivent aider le groupe à faire face à la crise du virus qui paralyse une bonne partie du trafic aérien au printemps 2020.
Le groupe Air France-KLM a décidé de réduire significativement ses opérations de 70 % et 90 %. Le changement devrait être mis en œuvre au cours des deux prochains mois à la suite des restrictions de voyage et de la baisse de la demande de vols en raison de l'épidémie de coronavirus.
Début avril 2020, la directrice générale d'Air France, Anne Rigail, estime qu'Air France-KLM « aura besoin rapidement d'un soutien financier » pour survivre à la crise du Coronavirus et sauvegarder un maximum d'emplois,. Avec à peine 5 % de ses vols assurés, le groupe perd autour d'un milliard d'euros par mois d'inactivité. Ces difficultés devraient inciter Air-France KLM à demander aux états français et hollandais de garantir un emprunt afin de sauver l'activité. Selon certaines prévisions, Air France ne devrait retrouver que 75 % de ses activités d'ici l'été 2022.
Face à cette situation exceptionnelle, l'État français indique mi-avril 2020 qu'il était prêt à soutenir Air France-KLM, annonçant même que la compagnie aérienne pourrait tirer profit de cette crise, car elle fait partie des trois groupes d'aviation les plus solides en Europe avec Lufthansa et IAG (British Airways),.
Sans surprise, début mai 2020, Air France-KLM annonce une perte nette de 1,8 milliard d'euros au premier trimestre 2020, et une perte d'exploitation de 815 millions d'euros. Cette perte massive devrait entraîner des discussions entre la direction et les syndicats pour décider d'une éventuelle réduction d'effectifs. La demande passagers « ne devrait pas revenir au niveau d'avant la crise avant plusieurs années », selon Ben Smith.
Au deuxième trimestre, Air-France KLM enregistre une perte de 2,6 milliards d'euros.
Début juillet 2020, la direction d'Air France-KLM annonce que 7 580 postes seront supprimés avant la fin 2022 au sein d'Air France et de sa filiale régionale Hopǃ,. 6 560 emplois sur les 41 000 d'Air France vont être affectés ainsi que 1 020 postes sur 2 420 postes chez Hopǃ.
Au troisième trimestre 2020, Air France-KLM déplore une perte nette de 1,6 milliard d'euros et un trafic estimé à 40 % par rapport à la même période l'année précédente. Face à la seconde vague de confinement, la direction se montre très pessimiste quant à la fin de l'année.
Début novembre 2020, Bruno Le Maire, le ministre de l'économie, annonce que l’État va de nouveau aider Air France-KLM indiquant que les 7 milliards d'euros déjà attribués n'étaient « pas suffisants » pour sauver les dizaines de milliers d'emplois et la compagnie nationale. Dans le même temps, Bruno Le Maire écarte toute idée de nationalisation ou d'une taxation supplémentaire du secteur aérien, mais présente un plan visant à supprimer les lignes aériennes intérieures sur des distances pouvant être bouclées en moins de deux heures et demie de train.
En avril 2021, Air France-KLM annonce le succès de sa recapitalisation avec l'augmentation de la participation de l'État français qui va désormais atteindre les 28,6 % des parts de la compagnie.

##### Reprise
Durant l'été 2021, les chiffres annoncés concernant la reprise du trafic d'Air France-KLM sont meilleurs que pour ses concurrents. Avec un trafic à un niveau de 48 % de celui de 2019, au deuxième trimestre 2021, la compagnie franco-néerlandaise se place devant Lufthansa (avec un taux de 40 %) et l'IAG (avec un taux de 22 %).
Au 3e trimestre 2021, le bénéfice du groupe revient dans le vert pour la première fois depuis la crise de la covid-19, notamment grâce aux bons résultats de KLM et de Transavia.
Fin mars 2022, Air France annonce la prolongation jusqu'en 2027 du bail de Benjamin Smith à la tête de la compagnie. KLM sera quant à elle dirigée par Marjan Rintel, qui était jusque là présidente de la compagnie ferroviaire hollandaise NS.
Fin mai 2022, Air France-KLM propose au fonds d'investissement américain Apollo d'entrer dans le capital d'une de ses filières productrice de moteurs. Dans cette opération, le groupe devrait récupérer 500 millions d'euros qui lui permettraient de rembourser une partie de sa dette contractée auprès de l'État français.
Au 2e trimestre 2022, Air France-KLM dégage son premier bénéfice depuis le début de la pandémie en dégageant un bénéfice net de 324 millions d'euros.
Le 15 mars 2023, Air France-KLM annonce avoir remboursé le solde des prêts bancaires garantis par l'Etat qui lui avaient permis de sortir la tête de l'eau pendant la période de crise.
En avril 2023, Air France-KLM annonce l'ouverture de lignes de crédit à hauteur de 2,2 milliards d'euros indexées sur des objectifs de développement durable.
A l'été 2023, Air France-KLM atteint une rentabilité record en doublant sur un an son bénéfice net du deuxième trimestre (604 millions d'euros sur la période contre 728 millions d'euros sur l'ensemble de l'année 2022). L'entreprise base son succès sur une hausse de la fréquentation malgré une augmentation des prix en raison de la flambée des tarifs de l'énergie.
Le 17 octobre 2023, une information annonce le départ d'Air France de l'aéroport d'Orly à l'horizon 2026 car le groupe souhaite regrouper ses activités à Roissy et faire d'Orly la base exclusive de Transavia, sa filiale à bas coût. Le projet suscite de nombreuses critiques dans le Sud de la France (Lyon ou Toulouse par exemple) car il va engendrer une baisse des vols intérieurs en provenance d'Orly.
L'été 2023 est très prolifique pour Air France-KLM qui enregistre le plus important bénéfice trimestriel de son histoire avec 931 millions d'euros de bénéfice net au 3e trimestre 2023.
Le 26 octobre 2023, Air France-KLM et le fonds d'investissement Apollo Global Management se mettent d'accord pour une injection de 1,3 milliard d'euros de ce dernier pour la création d'une filiale adossée au programme de fidélité du groupe aérien.
Début décembre 2023, Florence Parly, ancienne ministre des armées, entre au conseil d'administration.
En 2023, le groupe dégage un profit net de 934 millions d'euros, soit une hausse significative après une année 2022 déjà positive.
Le 4 juillet 2025, Air France-KLM annonce son intention de prendre le contrôle de SAS en portant sa participation de 19,9 % à 60,5 %.

## Filiales et participations

### Filiales aériennes à 100% d'Air France-KLM
- Air France
  -  Air France Hop (fusion des anciennes compagnies Régional, Brit Air et Airlinair)
  -  Transavia France (détenue à 95 % par Air France et 5 % par Transavia Airlines)
- KLM
  -  KLM Cityhopper
  -  Martinair
  -  Transavia Holland (groupe Transavia Airlines)

### Compagnies aériennes où Air France-KLM a une participation minoritaire
- Kenya Airways 26 %
  -  Precision Air 41,23 % détenus via Kenya Airways
- Air Côte d'Ivoire 20 %
- Scandinavian Airlines System 19,9%
  - Air Greenland 37,5 % détenus par Scandinavian Airlines
- Congo Airways 15,9 %
- Air Corsica 11,95 %
- Air Tahiti 7,48 %
- Corsair International 6,38 %
- Air Mauritius 4,89 %
- Air Calédonie 2,09 %
- Air Madagascar 1,65 %
- GOL Transportes Aéreos 1,5 %
- Royal Air Maroc 1,25 %

### Autres activités intégralement détenues par Air France-KLM
- Air France Consulting
- Air France Industries KLM Engineering & Maintenance
- Air France Cargo
- Barfield (maintenance d'avions aux États-Unis)
- CRMA
- AFI KLM E&M Components China
- KLM UK Engineering
- EPCOR
- Aero Maintenance Group
- KLM Cargo
- Servair

## Direction
| Période     | Président-directeur général                   |
| ----------- | --------------------------------------------- |
| 2004-2008   | Jean-Cyril Spinetta                           |
| 2009-2011   | Pierre-Henri Gourgeon                         |
| 2011-2013   | Jean-Cyril Spinetta                           |
| 2013-2016   | Alexandre de Juniac                           |
| 2016-2018   | Jean-Marc Janaillac                           |
| Depuis 2018 | Anne-Marie Couderc (présidente non exécutive) |
| Depuis 2018 | Benjamin Smith (directeur général)            |

## Actionnariat
Structure actionnariale au 31 décembre 2022, :
- État français : 28,6 % ;
- État néerlandais : 9,3 % ;
- CMA CGM : 9 %
- China Eastern : 4,7 %
- Delta Airlines : 2,9 %.

En juillet 2017, Delta Airlines et China Eastern ont acquis 20 % du capital du groupe (10 % chacun).

## Critiques

### Accusation de greenwashing
En avril 2024, la Commission européenne a annoncé avoir averti une vingtaine de compagnies dont Air France-KLM d'arrêter leur politique de greenwashing et de cesser d'utiliser dans leur communications envers leurs clients des « allégations écologiques potentiellement trompeuses ». Ce courrier de la Commission européenne fait suite à une enquête du Bureau européen des unions de consommateurs. Parmi les éléments reprochés aux compagnies aériennes figure le fait de donner la fausse impression aux voyageurs de pouvoir compenser leur vol par l'achat d'options supplémentaires pour financer des projets de lutte contre le changement climatique. Outre la démarche qui est remise en cause par la Commission européenne, certains choix d'éléments de langage sont notés comme problématiques concernant les vols en avion, comme le choix des mots « carburants d’aviation durables », « vert », ou « responsable ».

## Flotte
En septembre 2024, la compagnie dispose de 563 avions :
- 185 avions long-courrier ;
- 273 avions moyen-courrier ;
- 99 avions régionaux ;
- 6 avions cargo.

45 % de ces avions sont la propriété du groupe, 19 % sont en crédit-bail et 36 % correspondent à des loyers opérationnels.
En septembre 2023, le groupe Air France-KLM a annoncé son intention de commander 50 Airbus A350 pour remplacer les A330 et les Boeing 777, qui seront progressivement retirés de sa flotte long-courrier.

### Flotte Cargo
* Les avions de KLM Cargo sont opérés par Martinair.

## MRO Lab

Logo du programme destiné à l'innovation d'AFI KLM E&M.

Créée début 2015, The MRO Lab - Adaptive Innovations est un programme d'AFI KLM E&M destiné à l'innovation dans le secteur de la maintenance aéronautique. La recherche de nouvelles pratiques dans ce domaine a débuté en 1995 avec le Developing Innovation Program (DIP) d'Air France Industries et en 2010 avec le programme Moonshine de KLM E&M. Le MRO Lab rassemble les meilleures innovations et communique plus ses avancées technologiques aux clients.

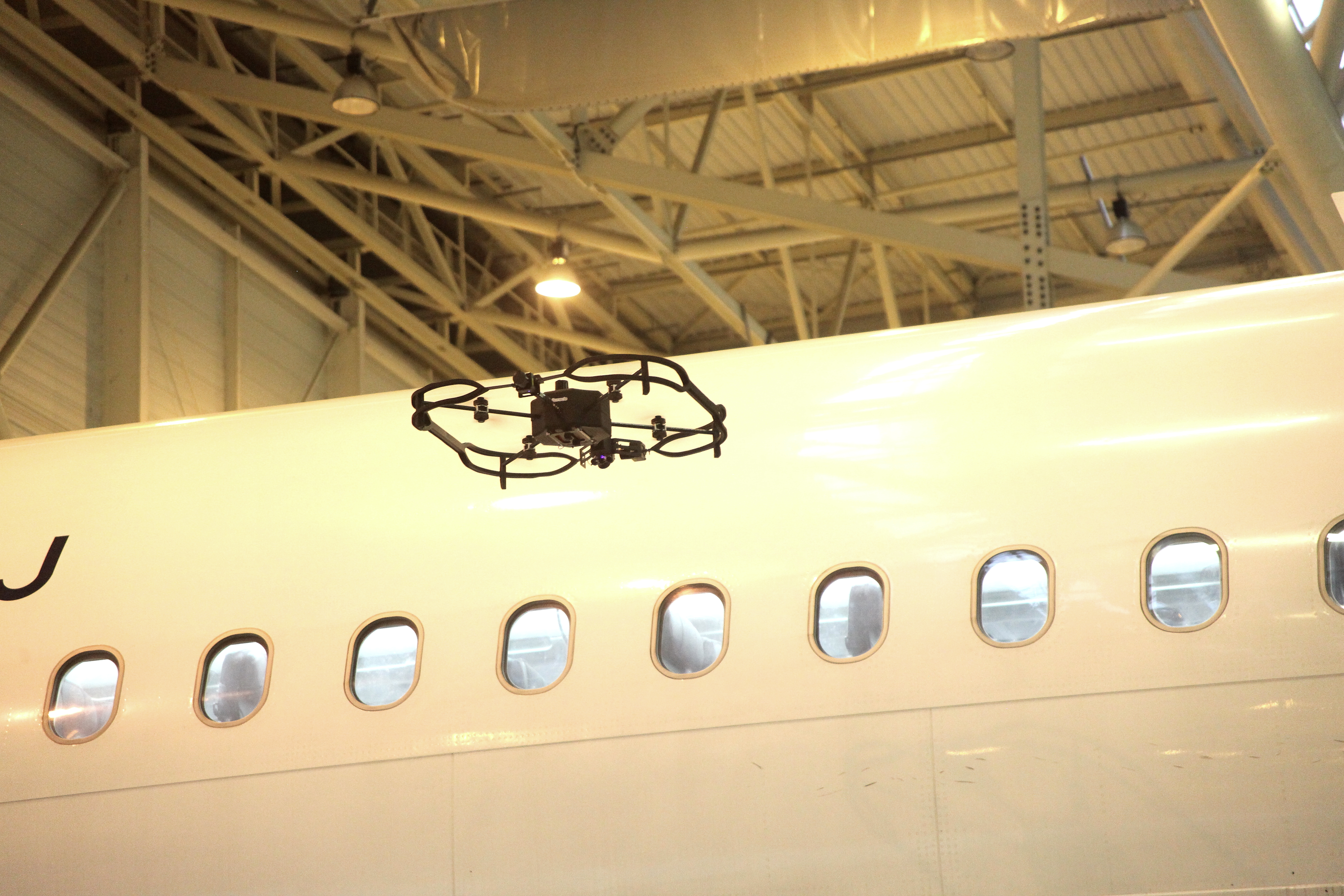
Drone automatisé de Donecle inspectant l'extérieur d'un avion.

Parmi les nouvelles technologies développées par la société et ses partenaires, il y a :
- casque de réalité virtuelle pour visiter les cabines d'avions[99] ;
- dispositif de formation virtuel avec des hololens, partenariat avec la société Ramco Systems[102] ;
- inspection par drone automatisé de la surface extérieure des avions, partenariat avec la société Donecle[101],[103] ;
- Prognos, solution logicielle de maintenance prévisionnelle[104],[105] ;
- scanner tridimensionnel pour mieux caractériser des défauts sur des pièces après incidents[99] ;
- tablette tactile pour la maintenance du poste de pilotage[99] ;
- robot automatisé pour réparer des pièces du moteur CFM International CFM56[99].

En 2018, Mathieu Gimenez, responsable du MRO Lab, reçoit le Trophée Innovation du Grand Prix VIE Singapour.

## Données financières

### Historique financier

#### Année 2022
Le groupe a réalisé des bénéfices presque record au troisième trimestre de l'année 2022, soit de début juillet à fin septembre, après plusieurs années de difficultés. Dans ses résultats trimestriels publiés le 28 octobre 2022, Air France-KLM annonce un bénéfice d'exploitation d'1,024 milliard d'euros, pour un chiffre d'affaires de 8,112 milliards d'euros. Ainsi en dépit de la forte hausse des prix des carburants, conséquence notamment de la guerre russo-ukrainienne de 2022, Les Échos note que « le groupe est non seulement au-dessus de ses niveaux de rentabilité d'avant crise, avec une marge de 12,6 %, mais [qu']il égale presque le bénéfice record du troisième trimestre 2018 », qui s'élevait alors à 1,065 milliard d'euros. Avec ces bons résultats, le groupe est « désormais quasi-assuré de pouvoir terminer l'année avec un résultat d'exploitation positif pour 2022 — le premier depuis 2019 — de plus de 900 millions d'euros (selon le groupe) ». Plus largement, le bénéfice d'exploitation sur l'ensemble des neuf premiers mois de l'année 2022 atteint 1,06 milliard d'euros.

#### Année 2023
En février 2023, avec la publication de ses comptes pour l'année 2022, Air France-KLM confirme son retour à la rentabilité financière avec un bénéfice d'exploitation annuel d'1,19 milliard d'euros — supérieur à celui de 2019 — et un bénéfice net de 728 millions, contre 3,26 milliards d'euros de pertes en 2021. Quant à son chiffre d'affaires, il est en hausse de 84 % à 26,393 milliards d'euros, proche des 27,2 milliards d'euros de 2019. Par ailleurs, le groupe a réalisé le plus gros chiffre d'affaires de son histoire au quatrième trimestre avec 496 millions d'euros de bénéfice. À titre de comparaison, le groupe avait perdu 7,1 milliards d'euros en 2020, puis encore 3,3 milliards en 2021.
Le 15 mars 2023, Air France-KLM annonce avoir finalisé le remboursement intégral des 4 milliards d'euros de son prêt garanti par l'État (PGE), un dispositif d'urgence mis en place en 2020 par le gouvernement français afin de venir en aide aux entreprises mises en difficulté financière par la pandémie de covid-19. Finalement, après deux recapitalisations et la mise en place par l'équipe dirigeante d'un plan de réduction des coûts, qui s'est traduit concrètement par la revente des avions les moins profitables de sa flotte et la réduction des effectifs de 85 600 équivalents temps plein fin 2019 à 75 500 début 2023, le groupe arrive à se relever de la crise et en ressort plus rentable.

### Chiffre d'affaires
Le transport de passagers représente près de 80 % du chiffre d'affaires du groupe (23,970 milliards d'euros au 31 mars 2009) :
Par destination, le CA « passagers » se répartit :
- 42 % Europe ;
- 17 % Asie ;
- 15 % Amérique du Nord ;
- 13 % Afrique et Moyen-Orient ;
- 7 % Amérique du Sud ;
- 6 % Caraïbes et océan Indien.

### Comptes
| Années                                               | 2003-2004 publié (1) | 2003-2004 proforma (2) | 2004-2005 (2) | Variation | 2016   |
| ---------------------------------------------------- | -------------------- | ---------------------- | ------------- | --------- | ------ |
| Chiffre d'affaires                                   | 12 337 M€            | 17 782                 | 19 078        | +7,3 %    | 24 800 |
| - Passagers                                          | 10 260 M€            | 14 044                 | 15 004        | +6,8 %    |        |
| - Cargo                                              | 1 412 M€             | 2 277                  | 2 492         | +9,4 %    |        |
| - Maintenance                                        | 508 M€               | 747 M€                 | 777 M€        | +4,0 %    |        |
| - Autres                                             | 157 M€               | 714 M€                 | 805 M€        | +12,7 %   |        |
| EBITDAR                                              | 1 776 M€             | 2 716 M€               | 2 873         | +5,8 %    |        |
| EBITDA                                               |                      |                        |               |           | 2 714  |
| Résultat d'exploitation avant cessions aéronautiques | 132 M€               | 405 M€                 | 489 M€        | +20,7 %   | 1 049  |
| Marge d'exploitation                                 | 1,1 %                | 2,3 %                  | 2,6 %         |           |        |
| Résultat net part groupe                             | 93 M€                | 292 M€                 | 351 M€        | +20,2 %   | 792    |
| Résultat net par action                              | 0,42 €               | 1,08 €                 | 1,30 €        | +20,4 %   |        |
| Cash-flow libre d'exploitation après cessions        |                      |                        |               |           | 693    |
| Dividende par action                                 | 0,05 €               | -                      | 0,15 €        | -         |        |
| Taux d'endettement                                   | 0,62 %               | 1,21 %                 | 1,06 €        |           |        |

- (1) Groupe Air France Seul
- (2) Consolidation d'Air France sur 12 mois (avril-mars) et de KLM sur 11 mois (mai-mars)
- (3) Excédent brut d'exploitation avant loyers opérationnels

## Activité de lobbying

### Auprès des institutions de l'Union européenne
Air France - KLM est inscrit depuis 2017 au registre de transparence des représentants d'intérêts auprès de la Commission européenne. Elle déclare en 2017 pour cette activité des dépenses annuelles d'un montant compris entre 300 000 et 400 000 euros.

### En France
Pour l'année 2017, Air France - KLM déclare à la Haute Autorité pour la transparence de la vie publique exercer des activités de lobbying en France pour un montant qui n'excède pas 50 000 euros.

## Conseil d'administration
Le Conseil d’administration détermine les orientations de l’activité du groupe et veille à leur mise en œuvre. Dans la limite de ses attributions, il se saisit de toute question intéressant la bonne marche de l’entreprise et règle, par ses délibérations, les affaires qui le concernent.
Jean-Cyril Spinetta en est le président d'honneur.
Les membres du Conseil d'administration (au 20/12/2019) :
- Anne-Marie Couderc, Présidente non-exécutive du groupe Air France-KLM et du Conseil d’administration d’Air France, Présidente du Comité de nomination et de gouvernance et membre du Comité d’audit ;
- Benjamin Smith, Directeur général d’Air France-KLM ;
- Maryse Aulagnon, Administratrice indépendante Présidente du Comité d’audit, président-directeur général d'Affine ;
- Karim Belabbas, Administrateur représentant les salariés ;
- Leni M. T. Boeren, Administratrice indépendante et membre du Comité d’audit ;
- Isabelle Bouillot, Administratrice indépendante - Présidente du Comité de rémunération et présidente de China Equity Links ;
- Mathi Bouts, Administrateur représentant les salariés ;
- Jean-Dominique Comolli, Administrateur nommé par l’Assemblée générale sur proposition de l’État Membre du Comité de nomination et de gouvernance et du Comité de rémunération ;
- Paul Farges, Administrateur représentant les salariés pilotes de ligne actionnaires ;
- Cees't Hart, président du Conseil de surveillance de KLM ;
- Jaap de Hoop Scheffer, Administrateur indépendant Président du Comité de Rémunération, titulaire de la Chaire Kooijmans ;
- Anne-Marie Idrac, Administratrice indépendante ;
- George Mattson, Représentant permanent de Delta Air Lines Inc., administrateur ;
- Astrid Panosyan, Administratrice nommée par l’Assemblée générale sur proposition de l’État, Directrice Générale des Fonctions Centrales du groupe Unibail-Rodamco-Westfied ;
- Isabelle Parize, Administratrice indépendante - Membre du Comité de rémunération, présidente du directoire de Nocibé ;
- François Robardet, Administrateur représentant les salariés personnel au sol et personnel navigant commercial actionnaires, Membre du Comité d’audit et du Comité de rémunération ;
- Martin Vial, administrateur représentant l'État, commissaire aux participations de l'État ;
- Jian Wang, administrateur, secrétaire général et président d’Eastern Airlines Industry Investment Co ;
- Alexander R. Wynaendts, Administrateur indépendant - Membre du Comité de nomination et de gouvernance, président du directoire d'Aegon.

### Comité exécutif
Le Comité exécutif du groupe définit les principales orientations du groupe dans le cadre de la stratégie approuvée par le Conseil d’administration. Il se réunit toutes les deux semaines, alternativement à Paris et Amsterdam.
Les membres du comité exécutif (au 20/12/2019) :
- Ben Smith, directeur général d'Air France-KLM ;
- Frédéric Gagey, directeur général et directeur général adjoint chargé des Finances du groupe Air France-KLM ;
- Anne Rigail, directrice générale adjointe du groupe Air France-KLM et directrice générale d'Air France ;
- Pieter Elbers, directeur général adjoint du groupe Air France-KLM et Président du directoire de KLM ;
- Patrick Alexandre, directeur général adjoint Commercial Ventes et Alliances d'Air France-KLM ;
- Pieter Bootsma, directeur général adjoint Commercial & Revenu Air France-KLM ;
- Anne Brachet, directrice générale adjointe Air France-KLM Engineering & Maintenance ;
- Angus Clarke, directeur général adjoint Air France-KLM, Stratégie ;
- Janet Dekker, directrice générale adjointe Air France-KLM, Ressources Humaines ;
- Jean-Christophe Lalanne, directeur général adjoint Systèmes d'Information d'Air France-KLM ;
- Anne-Sophie Le Lay, secrétaire générale du groupe Air France-KLM ;
- Marcel de Nooijer, directeur général adjoint de l’activité Cargo d’Air France-KLM.

## Principaux concurrents en Europe
- Groupe Lufthansa (entre autres Austrian Airlines, Brussels Airlines, Eurowings, Lufthansa, Swiss International Air Lines)
- Groupe International Airlines Group (entre autres British Airways, Aer Lingus, Level, Iberia, Vueling Airlines)
- Ryanair
- Easyjet